# Four Brothers (Jazzstandard)
Four Brothers ist eine Jazz-Komposition von Jimmy Giuffre aus dem Jahr 1947, die später einen Text von Jon Hendricks erhielt.
Das Thema hat 32 Takte in der Form AABA und wird im schnellen Tempo vorgetragen. Die Instrumentalkomposition verbindet den Achtelnotenswing des Bebop und den Klang des Cool Jazz mit der Harmonik des Swing.
Das Stück Four Brothers wurde zunächst vom Woody Herman Orchestra gespielt und war ein Feature für die Bläsergruppe von drei Tenorsaxophonen und dem Baritonsaxophon der Band (deren Saxophonsatz regulär aus zwei Alt-, zwei Tenor- und einem Baritonsaxophon bestand und dessen zweiter Altist zum Tenor wechselte), mit einem Arrangement, das jedem brother ein Solo erlaubte und in einem Chorus der Saxophongruppe endete.
Der Song war so bezeichnend für den Klang der Second Herd von Woody Herman, dass diese Formation auch die Four Brothers Band benannt wurde. Der Titel bezieht sich auch auf die vier Musiker, die ihn in der Originalversion spielen: Stan Getz, Zoot Sims, Herbie Steward und Serge Chaloff bei Herman (und wurde gelegentlich auch auf spätere Saxophonsektionen der Herman-Band angewendet). Alle vier spielten den Song mit einem leichten Vibrato-Ton im Stil von Lester Young im Count-Basie-Orchestra; Stan Getz hatte mit "Four Brothers" großen Erfolg kurz vor Beginn seiner Solokarriere.
Weitere Aufnahmen des Titels existieren von Manhattan Transfer, der Jimmy Giuffre 3, Anita O’Day und Art Pepper. Jon Hendricks nahm mit dem späteren Vokaltrio Lambert, Hendricks und Ross (mit Dave Lambert und Annie Ross, das zu diesem Zeitpunkt aber noch nicht so hieß) auf dem Album Sing a Song of Basie eine gesungene Version auf.